# 国際連合安全保障理事会決議73
国際連合安全保障理事会決議73（こくさいれんごうあんぜんほしょうりじかいけつぎ73、英: United Nations Security Council Resolution 73, UNSCR73）は、1949年8月11日に国際連合安全保障理事会で全会一致で採択された決議。パレスチナ情勢及びその停戦の監視及び国際連合休戦監視機構（英: United Nations Truce Supervision Organization、UNTSO）に関するもの。

## 概要
この前年となる1948年にパレスチナで発生した第一次中東戦争に関与した当事者間の停戦協定に満足して留意し、当事者間で未解決のすべての問題の最終解決が早期に達成されることを希望すると表明した。同決議はさらに、パレスチナの行動調停官（Action Mediator in Palestine）の任務が完了したため、その任を解くとともに、トリグブ・リー事務総長に対し、停戦と休戦の監視・維持に必要な現在の休戦監視機構（Truce Supervision Organization）の職員の継続的な勤務を手配するよう要請した。同決議はまた、休戦監視機構の参謀長が安保理に対し、休戦の遵守状況を報告するよう要請した。なお休戦監視機構は決議第50号で設立されており、現在もその活動を続けている。
決議は9票対0票で採択された。一方でウクライナ・ソビエト社会共和国とソビエト連邦は棄権した。
なお、パレスチナに関する国際連合安全保障理事会決議は前年3月5日に採択された決議第42号に始まったがこの決議をもって一時なくなり、この次に採択された国際連合安全保障理事会決議は翌1950年11月17日採択の決議第89号である。

## 詳細
以下はその和訳。
安全保障理事会は、1948年11月16日の決議 62（1948年）に従ってパレスチナにおける紛争の当事者間の交渉により締結されたいくつかの休戦協定15に満足をもって留意し、次のとおり決定した。
1. 関係政府および当局が、パレスチナ調停委員会が現在実施している交渉によって、休戦交渉の範囲を拡大し、調停委員会との交渉または直接交渉によって合意を求めるという 1948年12月11日の総会決議194（III）の要請を履行し、それらの間で未解決のすべての問題の最終解決について早期に合意を達成することを希望することを表明する。
2. 休戦協定はパレスチナにおける恒久的平和の確立に向けた重要な一歩であると認め、これらの協定は 1948年5月29日の安全保障理事会決議 50（1948）および7月15日の決議 54（1948）に規定する休戦に取って代わると考える。
3. 最終的な和平解決を待つ間、国際連合憲章第40条に基づき、関係政府及び当局に対し、決議54（1948）に含まれる無条件の停戦を遵守する命令を再確認し、いくつかの休戦協定は、当事者間のさらなる敵対行為に対する確約を含み、また当事者自身によるその監視を規定していることに留意して、当事者に対し、これらの協定の継続的適用及び遵守の確保を信頼する。

4. パレスチナにおける国際連合調停官に割り当てられたすべての職務を終了したため、調停官代理は、安全保障理事会決議に基づくいかなる責任からも解放されることを決定する。

5. 休戦協定は、これらの協定の実施を混合休戦委員会が監督することを規定しており、その委員長は、いずれの場合にも、パレスチナの国際連合休戦監視機関の幕僚長又は同機関の監視要員のうち協定締約国と協議して指定された高官でなければならないことに留意するものとする。
6. 事務総長に対し、停戦を監視し維持するため、及び休戦協定の条項の適用及び遵守の監督において休戦協定の当事国を援助するために必要な現休戦監視機関の要員の継続勤務を手配するよう要請すること、特に協定の関係条項に示された当事者の希望に留意すること。
7.上記の参謀長に対し、この決議の条件に従ってパレスチナにおける停戦の遵守について安全保障理事会に報告すること、及び 1948年12月11日の総会決議第194号(III)に基づくパレスチナ調停委員会の作業に影響を及ぼす事項について同委員会に情報を提供するよう要請する。

15 安全保障理事会公式記録第4年、特別付録1・2・3・4号を参照のこと。

## 備考
国際連合憲章第40条は以下の通り定めている。
- 事態の悪化を防ぐため、第39条の規定により勧告をし、又は措置を決定する前に、安全保障理事会は、必要又は望ましいと認める暫定措置に従うように関係当事者に要請することができる。この暫定措置は、関係当事者の権利、請求権又は地位を害するものではない。安全保障理事会は、関係当事者がこの暫定措置に従わなかったときは、そのことに妥当な考慮を払をなければならない。

ここにある同第39条は下記の通り定めている。
- 安全保障理事会は、平和に対する脅威、平和の破壊又は侵略行為の存在を決定し、並びに、国際の平和及び安全を維持し又は回復するために、勧告をし、又は第４１条及び第４２条に従っていかなる措置をとるかを決定する。